# Pete Johnson

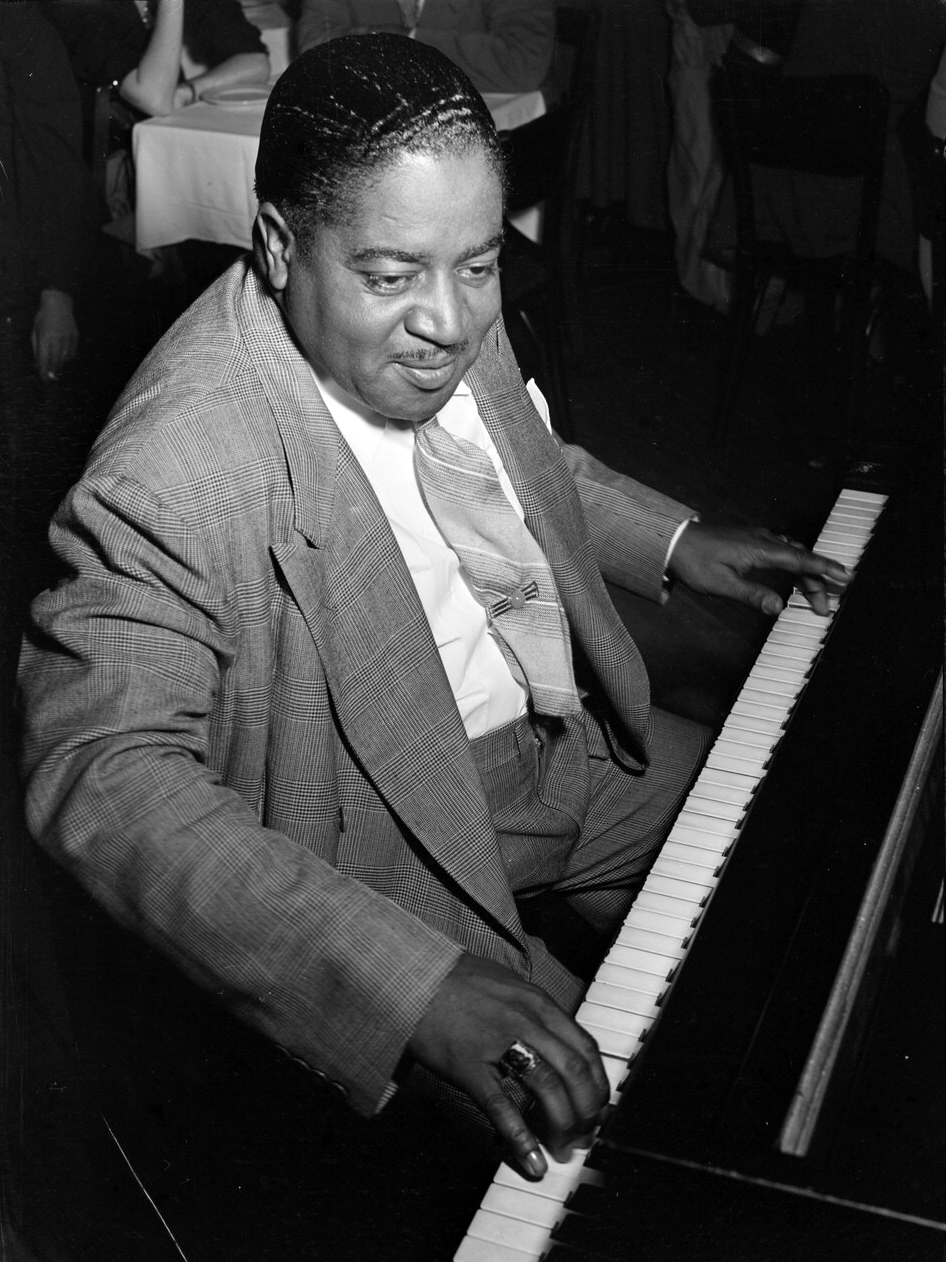
Pete Johnson, ca. August 1946.
Fotografie von William P. Gottlieb.

Peter „Pete“ Johnson (* 24./25. März 1904 in Kansas City, Missouri; † 23. März 1967 in Buffalo, New York) war ein US-amerikanischer Boogie-Woogie-Pianist.

## Leben und Wirken
Er begann seine musikalische Karriere 1922 als Schlagzeuger in Kansas City (Missouri) und lernte erst mit 18 Jahren das Klavierspiel. Von 1926 bis 1938 arbeitete er als Pianist, oft zusammen mit Big Joe Turner. 1938 traten die beiden in der New Yorker Carnegie Hall auf. Dieses Konzert löste ein Boogie-Woogie-Fieber aus, und Johnson gehörte von da an mit Meade Lux Lewis und Albert Ammons, die ebenfalls bei dem Konzert gespielt hatten, zu den führenden Pianisten seiner Zeit. Die drei Musiker traten häufig auch als Trio auf. Im Gegensatz zu den zwei anderen fühlte er sich aber als Mitglied einer Band wohler als Solist.
Johnson war zudem ein hervorragender Stride-, Swing- und Blues-Pianist, was zahlreiche Veröffentlichungen nachhaltig beweisen.
Im Mai 1949 trat er auf dem Pariser Festival International 1949 de Jazz auf. 1950 zog Johnson nach Buffalo und trat trotz gesundheitlicher Probleme weiterhin auf, vor allem mit Jimmy Rushing und Big Joe Turner. 1958 erlitt er einen Schlaganfall, der ihn teilweise lähmte. Als der deutsche Jazzfan H. Maurer, dessen The Pete Johnson Story 1965 herauskam, Geld für ihn sammelte, war er ziemlich verarmt. Pete Johnson starb im 1967 im Alter von 62 Jahren.

## Diskografie (Auswahl)

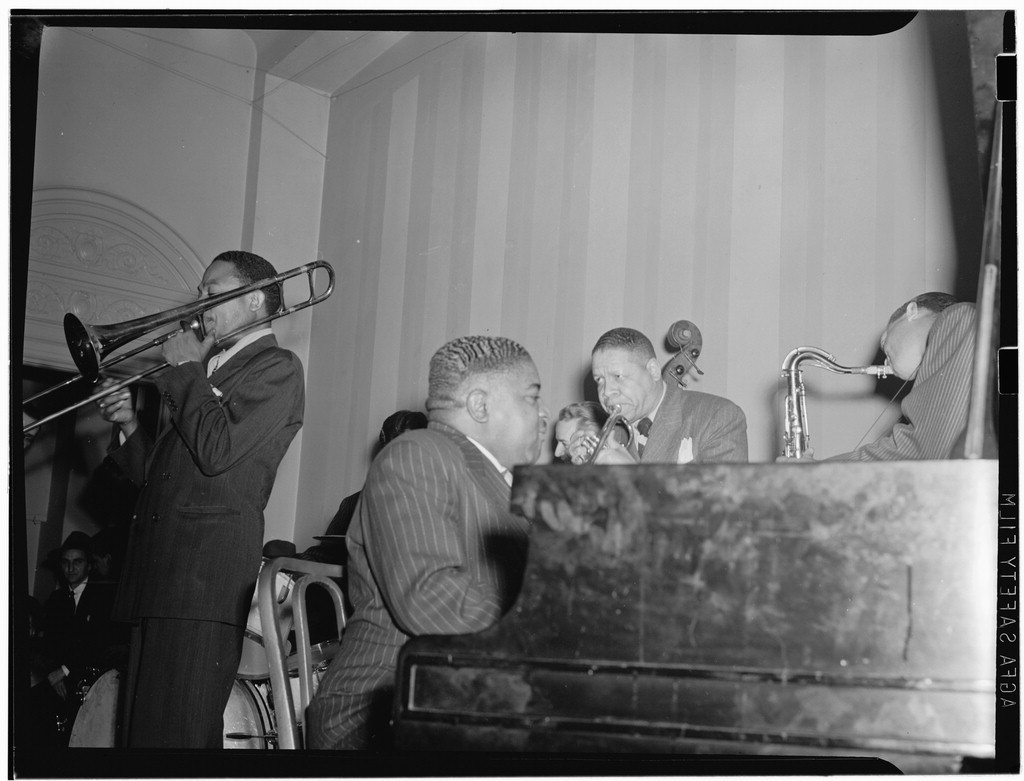
(Von links:) J. C. Higginbotham, Pete Johnson, Red Allen und Lester Young, National Press Club, Washington, D.C., ca. 1940.
Fotografie von William P. Gottlieb.

### Wichtige Titel
- 1280 Stomp
- 627 Stomp
- Basement Boogie
- Buss Robinson Blues
- Cherry Red
- Death Ray Boogie
- Goin’ Away Blues
- Holler Stomp
- Just for You
- Lone Star Blues
- Pete’s Blues
- Pete’s Lonsome Blues
- Rebecca
- Roll ’Em Pete

### Alben
- 1938–1939 Classics, 1938
- King of Boogie Milan, 1939
- Master of Blues and Boogie Woogie, Vol. 3 Oldie Blues, 1939
- Boogie Woogie Mood (1940–1944), MCA ca. 1970
- Pete’s Blues Savoy, 1946
- Central Avenue Boogie, Delmark 1993
- Master of Blues and Boogie Woogie Oldie Blues, 1975
- 1939–1941 Classics, 1996
- 1944–1946 Classics, 1997
- Blues & Boogie Woogie Master 1938/1946, EPM Musique 1998
- St. Louis Parties of July 20 & August 1, 1954, Document 1999
- Roll ’Em Pete, Pearl 1999
- 1947–1949 Classics, 2000
- Atomic Boogie: The National Recordings 1945–1947, Savoy Jazz 2001

## Sammlung
- The Pete Johnson / Earl Hines / Teddy Bunn Blue Note Sessions (1939–1940) (Mosaic, 1987) – 1 LP mit Ulysses Livingston g, Abe Bolar b